# Brabecke (Valme)
Die Brabecke ist ein 13,6 km langer, orografisch linker Nebenfluss der Valme im nordrhein-westfälischen Hochsauerlandkreis, Deutschland. Der Bach heißt im Oberlauf zunächst Osterwaldsiepen, anschließend Gellinghauser Bach, bevor er dann Brabecke genannt wird.

## Geographie
Die Brabecke entspringt als Osterwaldsiepen an der Nordflanke des Hunaukamms, etwa 500 m östlich des Heikersköpfchen auf einer Höhe von 745 m ü. NN. Von hier aus fließt sie vorwiegend in nördliche Richtungen. Dabei passiert sie Osterwald im Westen. Zwischen Osterwald und Gellinghausen wechselt der Bach den Namen und führt nun die Bezeichnung Gellinghauser Bach. Ab Westernbödefeld wird der Bach Brabecke benannt. Anschließend durchfließt er noch das gleichnamige Brabecke, bevor er bei Werdern auf 375 m ü. NN am Ostfuß des 745,1 m hohen Bastenbergs, dessen Massiv sie nach Südosten begrenzt, in die Valme mündet.
Die Brabecke überwindet auf ihrem 13,6 km langen Lauf einen Höhenunterschied von 370 m, was einem mittleren Sohlgefälle von 27,2 ‰ entspricht. Sie entwässert ein 32,439 km² großes Einzugsgebiet über Valme, Ruhr und Rhein zur Nordsee.

### Nebenflüsse
Der Brabecke fließen im Hunaumassiv von den umliegenden Höhen zahlreiche, zum Teil recht kurze Bäche zu; etwas längere Bäche münden erst in der Bödefelder Mulde. Wichtigster Nebenfluss ist die Palme mit einer Länge von 6,3 km und einem Einzugsgebiet von 10,473 km². Die Palme fließt durch Bödefeld und mündet unterhalb von Westernbödefeld in die Brabecke. Weitere nennenswerte Nebenflüsse sind das 3,3 km lange, in Gellinghausen mündende Kohlhagensiepen und das 2,2 km lange Wallensiepen, das in Westernbödefeld, zwischen beiden Genannten und ebenfalls von rechts mündet.

## Zufluss zum Hennesee
Ein Teil des Wassers der Brabecke wird unterhalb von Westernbödefeld durch einen Stollen in die Kleine Henne und von dort durch einen weiteren Stollen in den Horbach bei Remblinghausen geleitet. Damit gehört die Brabecke teilweise zum Einzugsgebiet des Hennesees.